# Rohullah Nikpai
Rohullah Nikpai (* 15. červen 1987, Kábul, Afghánistán) je afghánský zápasník v Taekwondu.

## Kariéra
Svou kariéru začal v rodném Kábulu, když mu bylo 10 let. Po krvavém konfliktu v Afghánistánu poté jeho rodina prchla do jednoho z mnoha afghánských táborů v Íránu. Do Kábulu se vrátil v roce 2004, aby pokračoval v tréninku a o dva roky později se mohl účastnit Asijských her.
Největšího úspěchu však dosáhl na olympiádě v Pekingu. V kategorii do 58 kg nejprve v osmifinále zdolal Němce Tuncata, ve čtvrtfinále ale prohrál s Mexičanem Perezem a musel do opravného kola, ve kterém porazil Brita Harveye. V zápase o bronz pak zdolal Španěla Ramose a stal se prvním afghánským olympijským medailistou. Úspěch dokázal ocenit i afghánský prezident Hamíd Karzáí a Nikpai medaili doplnil slovy, že doufá, že jeho úspěch přinese jeho zemi alespoň zprávu míru po 30 letech plných bojů.